# RAR相关孤儿受体
RAR相关孤儿受体（英語：RAR-related orphan receptor，RORs）是核受体的一个家族，是细胞内转录因子的一员。有三个ROR家族成员：ROR-α、-β和-γ分别由基因RORA、RORB、RORC编码。RORs的不寻常之处在于它们是以单体形式结合到激素反应元件上的，而其它大部分核受体都是以二聚体形式发挥作用。

## 配体
目前已有褪黑素是ROR-α内源性配体的报道，而CGP 52608是其人工合成的配体。另外，X-射线晶体衍射（PDB 1n83和1s0x）数据表明胆固醇或胆固醇衍生物都可能是内源性配体。
与之相反，全反式维A酸对ROR-β和-γ有高亲和性，但对ROR-α全无。

## 功能
三种RORs在各个系统中起一些重要角色作用，包括：
- ROR-α - 小脑和淋巴结的发育，脂质代谢（英语：lipid metabolism），免疫反应，骨维持
- ROR-β - 在大脑和视网膜的高度表达，但精确作用未知
- ROR-γ - 淋巴结发育，免疫反应，TH17辅助细胞（英语：T helper 17 cell）的存活